# René Pape
René Pape (Dresda, 4 settembre 1964) è un basso tedesco.

## Biografia
Nato nella Repubblica Democratica Tedesca, dal 1974 al 1981 cantò nel coro dei ragazzi della Kreuzkirche di Dresda.
Debuttò nel 1988 alla  Staatsoper di Berlino, dove cantò, tra gli altri, i ruoli di Sarastro (Il flauto magico), Rocco (Leonora), Ramfis (Aida), Fasolt (L'oro del Reno), Hunding (La Valchiria), Re Marke (Tristano e Isotta) e Pogner (I maestri cantori di Norimberga). La sua prima esibizione al Festival di Salisburgo fu nel 1990, nel ruolo di  Don Fernando (Fidelio) e nella Passione secondo Matteo di Johann Sebastian Bach; l'anno successivo fu Sarastro nella produzione con la direzione di Georg Solti e la regia di Johannes Schaaf. A  Bayreuth ha cantato Fasolt ogni anno dal 1994 al 1998. Il debutto alla Scala fu nel 1991 con Sarastro, alla Staatsoper di Vienna nel 1996 come Hunding, al Covent Garden nel 1997 come Heinrich der Vogler di Carl Loewe e al Metropolitan ancora nel 1997 come Fasolt. Nel 2000 tornò al Metropolitan nel ruolo di un atletico Escamillo (Carmen). Tra gli altri ruoli da lui interpretati si deve ricordare un bellissimo Leporello (Don Giovanni), interpretato nel 1999 al Festival di Salisburgo.
Il 4 settembre 2020 canta in qualità di Basso solista la Messa da Requiem di Giuseppe Verdi; eseguita nel Duomo di Milano per commemorare le vittime del Covid-19. Con lui i solisti Krassimira Stoyanova (soprano), Elīna Garanča (mezzosoprano), Francesco Meli (tenore); il coro e l'orchestra del Teatro alla Scala diretti dal Maestro Riccardo Chailly.
Oltre alle performance operistiche, Pape è anche un rinomato interprete di repertorio da concerto.
Tra le registrazioni, spiccano per qualità del timbro vocale e eleganza e plasticità di fraseggio il ruolo di Pogner, La Creazione e Le Stagioni di Haydn, e il Requiem di Mozart, tutti sotto la direzione di Solti.

## Discografia parziale
- Beethoven: Missa Solemnis - Berlin Radio Chorus & Berliner Philharmoniker/Iris Vermillion/Julia Varady/René Pape/Sir Georg Solti/Vinson Cole, 1995 Decca
- Beethoven: Symphony No. 9 - Anja Harteros/Waltraud Meier/Peter Seiffert/René Pape/Vokalensemble Kölner Dom/West-Eastern Divan Orchestra/Daniel Barenboim, 2012 Decca
- Korngold: Das Wunder der Heliane - Berliner Rundfunkchor/John Mauceri/Nicolai Gedda/Radio-Symphonie-Orchester Berlin/René Pape/Anna Tomowa-Sintow, 1993 Decca
- Mozart, Flauto magico - Abbado/Pape/Strehl/Miklósa, 2005 Deutsche Grammophon
- Mozart, Requiem - Solti/Auger/Bartoli/Cole/Pape, 1991 Decca
- Strauss R, Elettra - Thielemann/Herlitzius, 2014 Deutsche Grammophon
- Verdi, Messa da requiem - Barenboim/Harteros/Garanca/Kaufmann/Pape/ Orch. Teatro alla Scala, 2013 Decca
- Wagner, Arie celebri - Pape/Barenboim/SKB, 2010 Deutsche Grammophon
- Wagner, Maestri cantori di Norimberga - Solti/Van Dam/Heppner, 1995 Decca - Grammy Award for Best Opera Recording 1998
- Wagner: Tannhäuser - Alfred Reiter/Chor der Deutschen Staatsoper Berlin/Daniel Barenboim/Dorothea Röschmann/Gunnar Gudbjornsson/Hanno Müller-Brachmann/Jane Eaglen/Peter Seiffert/René Pape/Staatskapelle Berlin/Stephan Rügamer/Thomas Hampson (cantante)/Waltraud Meier, 2001 Warner - Grammy Award for Best Opera Recording 2003
- Wagner: Parsifal - Valery Gergiev/René Pape/Gary Lehman/Violeta Urmana/Mariinsky Orchestra and Chorus, 2010 State Academic Mariinsky Theatre
- Wagner: Lohengrin - Chor der Deutschen Staatsoper Berlin/Daniel Barenboim/Deborah Polaski/Emily Magee/Falk Struckmann/Peter Seiffert/René Pape/Roman Trekel/Staatskapelle Berlin, 1998 Teldec
- Pape: Gods, Kings & Demons - René Pape/Staatskapelle Dresden/Sebastian Weigle, 2008 Deutsche Grammophon

## DVD & BLU-RAY parziale
- Il flauto magico (film 2006)
- Boito: Mefistofele (Bavarian State Opera, 2015) - René Pape/Joseph Calleja, C Major
- Mozart, Flauto magico (Live, Salisburgo, 1991) - Solti/Serra/Pape/Van Der Walt, Decca
- Mozart, Flauto magico (Salisburgo 2006) - Muti/Pape/Damrau/Groves/WPO, Decca
- Mozart: Le nozze di Figaro (Staatsoper unter den Linden, 1999) - Peter Schreier/Daniel Barenboim, Arthaus Musik
- Strauss R: Elektra (Salzburg Festival, 2010) - Waltraud Meier/Daniele Gatti, Arthaus Musik
- Verdi, Macbeth - Luisi/Netrebko/Lucic/Calleja/Pape/MET, 2015 Deutsche Grammophon
- Verdi, Messa da requiem - Barenboim/Harteros/Garanca/Kaufmann/Pape/ Orch. Teatro alla Scala, 2013 Decca
- Wagner, Maestri cantori di Norimberga - Levine/Heppner/Mattila/Pape, 2004 Deutsche Grammophon
- Wagner. Parsifal (Metropolitan Opera, 2013) - Kaufmann/Dalaymann/Mattei/Daniele Gatti, Sony
- Wagner: Parsifal (Royal Opera House, 2014) - O'Neill/Denoke/Finley/Antonio Pappano, Opus Arte
- Wagner: Parsifal (Staatsoper unter den Linden, 2015) - Schager/Kampe/Koch/Daniel Barenboim, Bel Air
- Wagner: Das Rheingold (La Scala, 2010) - Daniel Barenboim, Arthaus Musik
- Wagner: Tristan und Isolde (Glyndebourne, 2007) - Nina Stemme/Bo Skovhus/Jiří Bělohlávek, Opus Arte
- Weber: Hunter's Bride (Film version of Der Freischütz, 2010) - Olaf Bär/Daniel Harding, Arthaus Musik